# Batalla de Crotona
Es coneix com la batalla de Crotona una sèrie d'enfrontaments que van tenir lloc entre l'any 204 aC i el 203 aC en el marc de la Segona Guerra Púnica entre Cartago i la República Romana. Després de la derrota cartaginesa a la batalla del Metaure, Hanníbal es va retirar a la regió del Brútium i els romans van intentar un cop i un altre capturar Crotona per aïllar al seu enemic de la Mar Jònica i bloquejar així la seva possible fugida cap a Cartago. Hanníbal finalment va aconseguir mantenir el control del port, el darrer que li quedava després de tants anys de lluita.

## Situació al sud d'Itàlia
L'any 204 aC els romans estaven clarament guanyant la guerra. Tres anys abans havien destruït l'exèrcit d'Àsdrubal Barca a la batalla del Metaure quan aquest intentava reunir-se amb Hanníbal i Publi Corneli Escipió Africanus dominava la península Ibèrica després de la seva victòria a la batalla d'Ilipa. La victòria final només era qüestió de temps.
Hanníbal va decidir retirar-se cap al sud i concentrar les seves forces a la regió del Brútium, abandonant les seves possessions a la Lucània i a la Magna Grècia, ja que havien perdut la seva importància estratègica i ja no eren defensables davant de la creixent superioritat romana. El Brútium li oferia un terreny muntanyós i rodejat pel mar, permetent-li controlar els moviments de les forces que Roma enviava contra ell. Aparentment, en aquest punt l'objectiu d'Hanníbal era forçar als romans a un tractat de pau beneficiós per Cartago, a canvi d'abandonar Itàlia.
L'any 205 aC, Publi Corneli Escipió va ser escollit cònsol i autoritzat a envair Àfrica, cosa que, segons Escipió, era l'única manera d'obligar a Hanníbal i Magó Barca (que comandava un segon exèrcit cartaginès a Itàlia, a la regió de Ligúria) a abandonar la península Itàlica per defensar Cartago.

## La campanya al Brútium
Durant quatre anys les tropes romanes es van trobar estancades al Brútium i finalment algunes legions van ser destinades al nord, per combatre Magó a la regió d'Etrúria i la Gàl·lia Cisalpina. Finalment Magó va ser derrotat en la batalla del Po. L'any 206 aC Hanníbal seguia dominant la regió del Brútium sense causar gaires problemes als nous cònsols, que tampoc el pressionaven gaire. Aparentment Hanníbal estava satisfet amb el control de la regió i esperava reforços de Cartago, però aquests reforços no van arribar. Un comboi d'unes 100 naus amb soldats, diners i subministraments es va perdre pel mal temps i va acabar en mans dels romans a les aigües de Sardenya. Això va obligar al general cartaginès a incrementar els impostos i confiscar béns entre els seus aliats, accions que van resultar molt impopulars.
Quan el 205 aC un destacament romà enviat per Escipió des de Rhegium va aconseguir de prendre part de la ciutat de Locri gràcies a un assalt inesperat, Hanníbal es va desplaçar ràpidament per expulsar l'enemic i segurament els romans haurien estat derrotat si els ciutadans no els haguessin donat suport.
Pressionat per la pèrdua d'aquest port, Hanníbal va erigir Crotona com la base per les seves tropes i magatzems. Des d'allí es va enfrontar de nou a dos legions comandades pels cònsols Publi Licini Cras Dives i  Quint Cecili.
L'any 205 aC, un brot de pesta va afectar romans i cartaginesos per igual, encara que els cartaginesos la van patir doblement per la manca de recursos i d'aliments. Els efectes de la malaltia van ser tan greus que Cras no es va veure en cor de retornar a Roma per les eleccions a consol del següent any i el Senat va ordenar que es desmobilitzés l'exèrcit per tal de preservar la vida dels legionaris. El següent cònsol, Publi Semproni Tudità, es va veure obligat a reclutar una nova legió per assetjar Hanníbal.
La primera batalla a la rodalia de Crotona va tenir lloc a l'estiu de l'any 204 aC i segons Titus Livi va començar quan les columnes d'Hanníbal i Semproni es van trobar accidentalment. Els veterans d'Hanníbal fàcilment van aconseguir de repel·lir als romans, que van fugir cap al seu campament en total desordre, deixant enrere 1,200 morts. Hanníbal no es va veure preparat per assetjar el campament i es retirà, però Semproni havia rebut un cop greu i considerant que les seves legions no eren rival per Hanníbal, va abandonar el campament i es va reunir amb el procònsol Publi Licini Cras.
Un cop reunides totes les forces romanes, Semproni va retornar a Crotona amb ànsies de venjança, avançant amb les seves legions al davant i les de Cras al darrere. Aquest cop Hanníbal no va poder fer front a un exèrcit que el doblava en nombre i es retirà a Crotona després de perdre 4,000 homes. Aparentment, els romans no van fer cap intent de prendre la ciutat i es van dirigir cap a una altra banda. Aquell mateix estiu van ocupar Clampètia, Cosenza i Pandòsia.
La batalla per Crotona va continuar l'any 203 aC però no hi ha un registre clar dels fets. El que se sap de cert és que el nou cònsol  Gneu Servili Cepió no va impedir que Hanníbal abandonés finalment Crotona amb destinació a l'Àfrica i pel que sembla, Hanníbal havia estat capaç de construir embarcacions addicionals a més de les que van arribar des de Cartago per embarcar els seus veterans sense que els romans li ho impedissin.

## Fets posteriors
Com Escipió va predir, la guerra entre Roma i Cartago es va decidir fora d'Itàlia. El general romà va infligir dures derrotes als cartaginesos en el seu propi territori i Cartago es va veure obligada a demanar ajuda als germans Hanníbal i Magó Barca. Hanníbal va embarcar les seves tropes i es va enfrontar a Escipió a la batalla de Zama, però Magó va ser derrotat i mortalment ferit a la batalla del Po i no va aconseguir socórrer la seva ciutat.